# USB
USB (енгл. Universal Serial Bus - универзална серијска магистрала или општа последовна сабирница) је спољашњи прикључак за разне периферне уређаје (штампач, миш, тастатура, дигитална камера, модем итд.). Карактерише га велика брзина и једноставност прикључења (енгл. Plug & Play принцип).
USB 1.1 је стари стандард са брзином од 1.5 или 12 Mb/s. Нови стандард је USB 2.0 са брзином до 60 Mb/s. Данас се све више прелази на USB 3.0 са брзином до 625 Mb/s.
Могуће је прикључити и до 127 уређаја на USB бус. Такође, подешавање хардверских адреса се ради аутоматски.
Скоро сви лични рачунари направљени од 2000. године имају USB портове, и то обично по неколико интегрисаних на матичну плочу. Додатне картице за рачунар се могу купити које на себи имају још USB портова.

## Хардвер
| Пин | Опис                 | Боја кабла |
| --- | -------------------- | ---------- |
| 1   | Плус пол напајања +5 | црвена     |
| 2   | Подаци- (-)          | бијела     |
| 3   | Подаци+ (+)          | зелена     |
| 4   | Минус пол напајања   | црна       |

Распоред проводника у два стандардна USB конектора је дат у табели.
Постоје два проводника за напајање, + и - вод, са радним напоном од 5 V. Уз то постоје и два проводника за сигнале података +Data и -Data.
Проводници за слање података су формирани као укрштени пар (парица), да се смањи утицај сметњи на пренос.
Код стандарда USB 1.1, највећа допуштена дужина кабла је 3 m. Код USB 2.0, највећа дужина је 5 m.

## Оперативни системи

### Windows
Сви Windows оперативни системи подржавају USB бус од верзије Windows 98. У новијим системима, по укључењу USB уређаја се појављује иконица на таскбару која означава да је уређај укључен. Рачунару се мора ставити до знања да ће се уређај искључити преко те иконице. У противном може доћи до губитка информације или корумпираности периферијалног уређаја.

### Линукс
Новији Линукс кернели, од верзије 2.6 па надаље имају пуну подршку за USB магистралу.